# Teatro Gentile da Fabriano
Il teatro Gentile da Fabriano è il teatro storico e principale della città di Fabriano, in provincia di Ancona.

## Il teatro dell'Aurora e il Camurio
Il teatro sorge nell'area retrostante il Palazzo Comunale. Al teatro si accede dal cortile centrale della sede del governo cittadino e l'attuale struttura è frutto di due ricostruzioni successive a quella inaugurata nel 1692 denominata teatro dell'Aurora e realizzata, grazie alla generosità di tre nobili locali, dall'architetto veneziano Pietro Mauro. Il progetto prevedeva quattro ordini di palchi per un totale di 81, con balaustre curvilinee a balconcino.
Nel 1852 il teatro fu sostituito da quello che fu ribattezzato il teatro Camurio, opera dell'architetto senigalliese Vincenzo Ghinelli. I quattro ordini di palchi furono mantenuti ed aumentati al totale di 87, ma il teatro fu abbellito con decorazioni opera del ferrarese Francesco Migliari, mentre le scene ed il sipario con le immagini del console Quinto Camurio furono opera di Girolamo Domenichini. La vita di questo teatro fu breve, distrutto tragicamente da un incendio nel 1863.

## Il Gentile

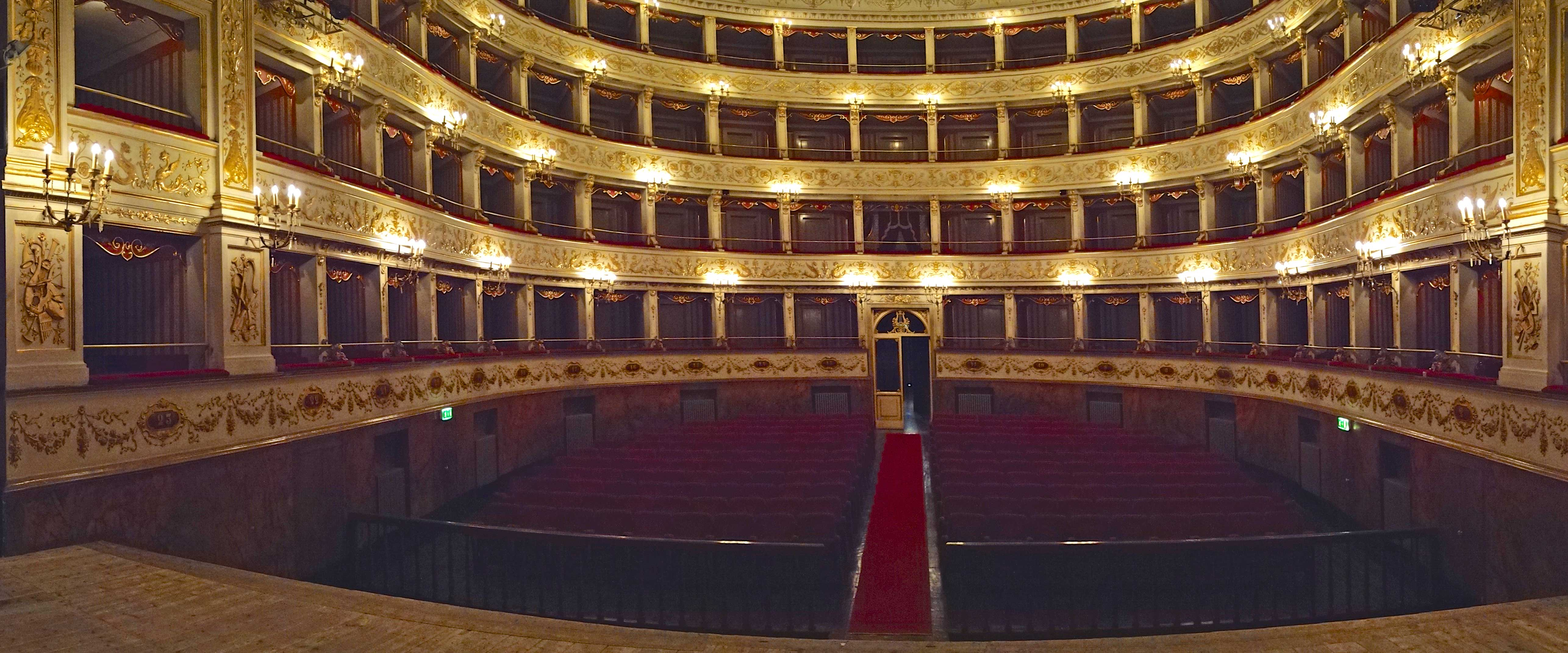
L'interno del teatro visto dal palcoscenico

Nel 1869 furono avviati i lavori per la costruzione del terzo teatro, guidati dall'ingegnere Cleomene Luigi Petrini, nipote del Ghinelli, che non poté portarli a termine per motivi di salute. Il teatro fu concluso sotto la direzione di Domenico Rossi e l'inaugurazione nel 1884 avvenne mettendo in scena l'Aida. Stucchi e dorature furono realizzate da Francesco Mannucci e Francesco Battaglia, mentre il sipario e la volta furono opera di Luigi Serra e Luigi Samoggia. Il corredo scenico infine fu realizzato da Luigi Bazzani.
L'ingresso del teatro è in stile neoclassico diviso in due piani. La parte inferiore presenta un portico con tre arcate ornate da un ordine di paraste doriche e quello superiore con loggia chiusa da vetrate e paraste d'ordine ionico. Il foyer presenta una pianta rettangolare mentre la platea ha pianta a ferro di cavallo con quattro ordini per complessivi 91 palchi. Sul muro di fondo del loggione a balconata si imposta la volta della sala. Il sipario è costituito da un dipinto simbolico del "trionfo" di Gentile da Fabriano con effetti di controluce di grande fattura.